# Batalha de Val-ès-Dunes

Mapa da batalha de Val-ès-Dunes.

A batalha de Val-ès-Dunes foi travada em 1047 pelas forças combinadas de Guilherme II, duque da Normandia e do rei Henrique I de França contra as forças de vários rebeldes barões normandos, liderados por Guido de Brionne, filho de Reginaldo I, conte da Borgonha.
Como resultado por sua vitória na batalha, Guilherme (mais tarde Guilherme, o Conquistador) foi capaz de manter o seu título e manter o controle sobre a metade ocidental de seu ducado.

## Antecedentes
Guilherme tinha sucedido a seu título em 1035, como o filho ilegítimo de sete anos de idade do duque anterior, Roberto I. Acredita-se que vários dos parentes de Guilherme (incluindo Gui de Borgonha, seu primo) tinham uma reivindicação melhor ao título, mas Guilherme teve o apoio do rei Henrique I e outros nobres influentes.
Em 1046, alguns dos inimigos de Guilherme decidiram finalmente atacar. Após uma emboscada perto de Valognes na península do Cotentin falhar, os nobres rebeldes — Gui de Borgonha, Nigel de Cotentin, Ranulfo de Bessin, Raul Tesson de Thury, Grimoald de Plessis, e Haimo de Creully — levantaram um exército com cerca de 25 000 homens.
Depois de escapar da emboscada, Guilherme montou diretamente à corte do Rei Henrique em Poissy, e lembrou ao rei que uma revolta contra seu fiel vassalo era uma revolta contra si mesmo. Querendo proteger seu vassalo e aliado, o rei francês levantou um exército de cerca de 10 000 homens para marchar sobre a Normandia.

## A batalha

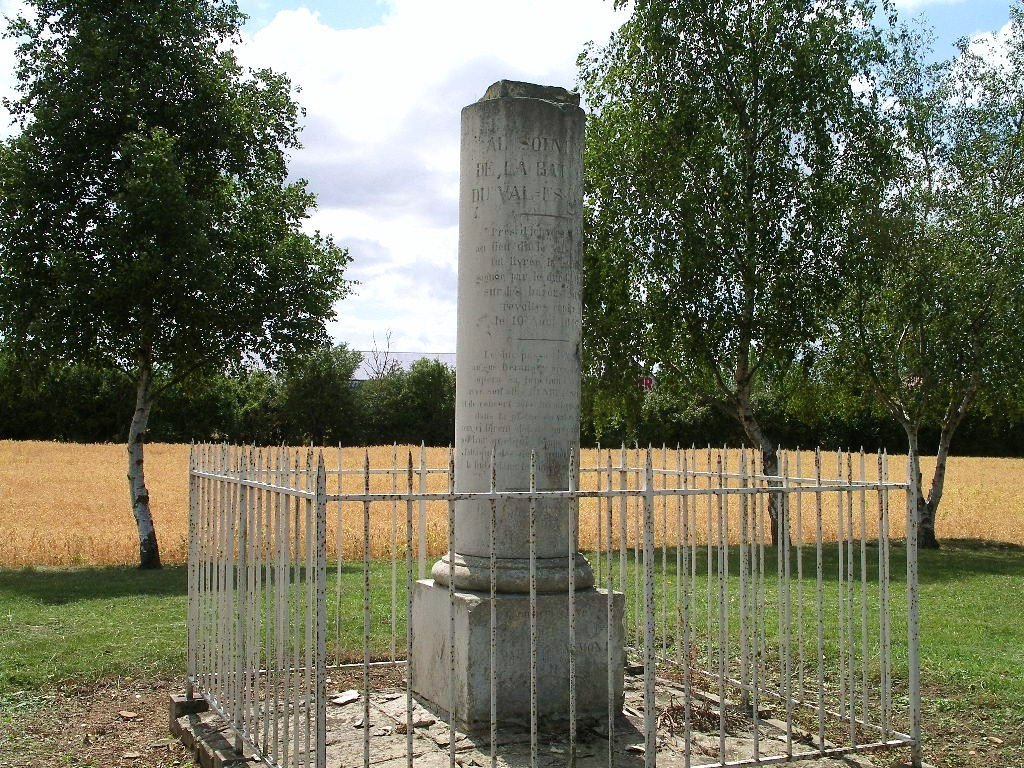
Coluna no local da batalha de Val-ès-Dunes.

No verão de 1047, o exército do rei Henrique juntou-se ao muito menor exército normando do duque Guilherme perto de Caen, no coração do território rebelde. No dia seguinte, os exércitos lutaram na planície de Val-ès-Dunes, perto da cidade atual de Conteville.
A batalha consistiu principalmente de uma série de escaramuças de cavalaria. O exército rebelde estava em desvantagem numérica em relação ao exército real, mas faltava coordenação e liderança para esse último. Haimo de Creully desmontou o rei Henrique, mas foi morto antes que pudesse o ferir. Depois de perder várias escaramuças, o exército rebelde se separou, em pânico, e fugiu para o oeste. O exército do rei perseguiu de perto o abate de rebeldes aos milhares e dirigiu os restos de seu exército no rio Orne, perto do forte de Athis e Fleury-sur-Orne. Um observador registrou que os corpos dos cavaleiros rebeldes que tentavam atravessar o Orne eram tão numerosos que os corpos inchados bloquearam o moinho de Barbillon como o rio os levando rio abaixo en masse.

## Rescaldo
Enquanto o exército real levou grande parte do exército rebelde, a oeste, Gui de Borgonha e suas forças sobreviventes fugiram para suas terras no leste e esconderam-se no castelo estratégico de Brionne. Apesar de um cerco energético, Guilherme não foi capaz de forçar o castelo em rendição até 1050, e, durante esse tempo, ele não foi capaz de afirmar a sua autoridade no terço oriental de seu ducado, que havia além de Brionne.
Após a batalha de Val-ès-Dunes, ainda havia forte oposição normanda entre os nobres contra o jovem duque, mas eles foram forçados a declarar uma "Paz de Deus" em Caen em outubro de 1047. Esta trégua, apoiada pelo total incentivo da Igreja, afirmou que guerras ou vinganças privadas eram proibidas de quarta-feira à noite até segunda-feira de manhã. A trégua deu a Guilherme direitos especiais para defender seu título e a governança pública; ele não o fez, além de o rei Henrique I, tinha que respeitar a ordem. Mesmo que a posição do duque ainda estivesse fraca, com Gui da Borgonha ainda aguentando e Guilherme tendo que perdoar muitos dos barões que ele tinha que se opuseram, seria cinco anos antes que ele teria que enfrentar outra grande revolta.